# Ammoperdix heyi
La pernice delle sabbie (Ammoperdix heyi (Temminck, 1825) è un uccello galliforme della famiglia dei Fasianidi.

## Descrizione
È un galliforme lungo 22-25 cm, con un peso di 180-200 g e un'apertura alare di 39-41 cm.
Presenta un marcato dimorfismo sessuale.

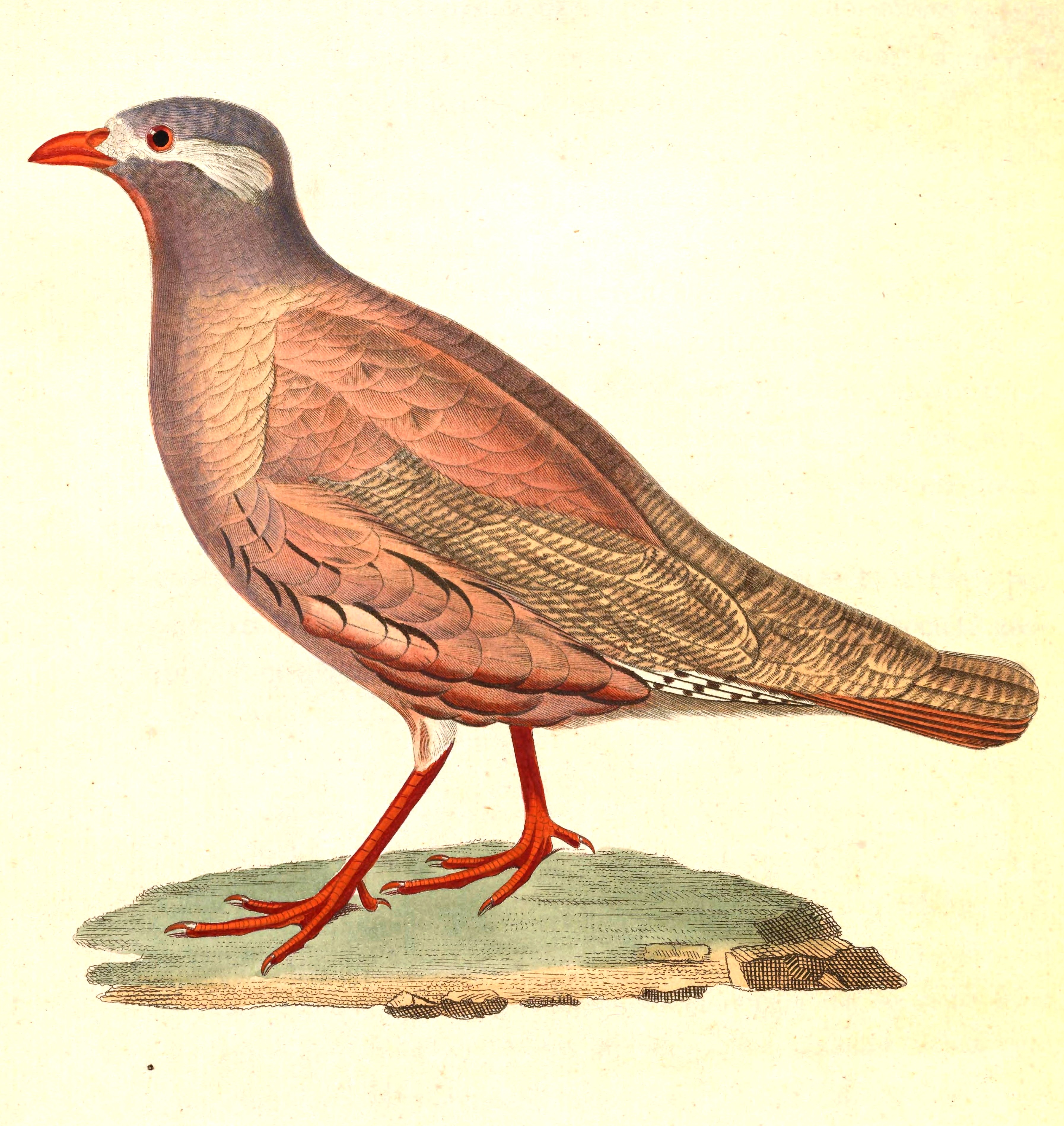
Maschio
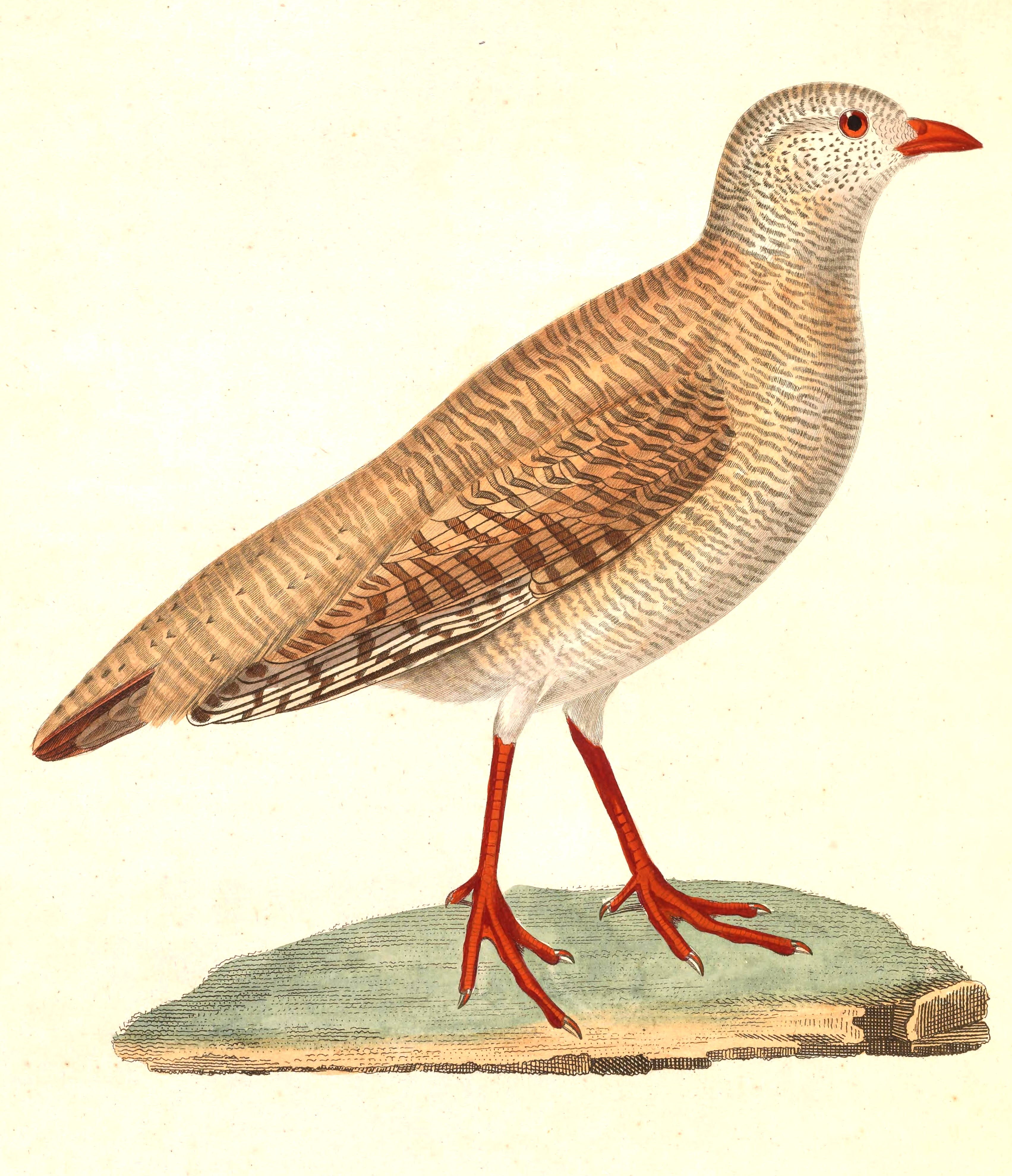
Femmina

## Biologia
Si nutre di semi, bacche e insetti.

## Distribuzione e habitat
L'areale della pernice delle sabbie si estende in Egitto, Etiopia, Sudan, Israele, Giordania, Palestina, Siria, Oman, Arabia Saudita, Emirati Arabi Uniti e Yemen.

## Tassonomia
Sono note le seguenti sottospecie:
- Ammoperdix heyi heyi (Temminck, 1825)
- Ammoperdix heyi nicolli Hartert, 1919
- Ammoperdix heyi cholmleyi Ogilvie-Grant, 1897
- Ammoperdix heyi intermedius Hartert, 1917